# Koukan Kourcia ou le cri de la torturelle
Koukan Kourcia ou le cri de la torturelle è un film documentario del 2010 diretto da Sani Elhadj Magori.
Il film è stato presentato al Festival del cinema africano, d'Asia e America Latina di Milano 2011, dove ha vinto il premio Regione Lombardia per il miglior documentario.

## Trama
Un lungo viaggio dal Niger alla Costa d’Avorio. Hussey è un'anziana cantante popolare che negli anni settanta aveva il potere, con le sue canzoni inneggianti all'esilio, di influenzare i suoi giovani fan a lasciare il Niger per cercare fortuna nei Paesi africani occidentali. Il regista, per convincere il padre, partito una quindicina d'anni prima per Abidjan, a tornare, chiede a Hussey di comporre una nuova canzone, lasciare il suo villaggio e mettersi in cammino con lui per convincere il padre a rientrare con la seduzione della sua voce.